# Советская улица (Тамбов)
Сове́тская у́лица — одна из протяженных улиц в Тамбове.
Изначально называлась Большой Астраханской по старинной астраханской дороге. В XVII веке отдельные участки носили названия Дворцовой, Моршанской, Варваринской, Большой. С октября 1918 года исполкомом городского совета они переименованы в Трудовую, Урицкого, Советскую. А современное название объединённая улица приобрела в марте 1938 года. Протяжённость 7139 метров.

## Расположение
Улица начинается с общего перекрёстка с улицами Уборевича и Красноармейской переходом с Ручейной улицы. Улица проходит с юга на север и соединяет Ленинский и Октябрьский районы города. Заканчивается улица изгибом на запад недалеко от Северной улицы.

## Примечательные здания и сооружения
- Театр Юного Зрителя
- Первомайская площадь
- Тамбовская областная детская библиотека
- Казанский собор
- Тамбовская картинная галерея
- городской парк Культуры и отдыха
- ТЦ ГУМ (Гостиный двор)
- площадь Льва Толстого
- Комсомольская площадь
- ТГУ им. Державина
- Дом-музей Г. В. Чичерина (д. 63) — с 1987 открыт в бывшем барском доме усадьбы Василия Николаевича Чичерина Георгия Чичерина[1]
- 2-е Тамбовское духовное училище (дом 89)
- Памятник Зое Космодемьянской

## Пересечения
- Астраханская
- Лермонтовская
- Интернациональная
- Степана Разина
- Студенецкая Набережная
- Московская
- Пролетарская улица с Моршанским шоссе (единый перекрёсток)
- Бульвар Энтузиастов